# طریقت دانیالیه
طریقت دانیالیه به رهبری شیخ رکن‌الدین دانیالی مشهور به شیخ دانیال خنجی از مهم‌ترین طریقت‌های تصوفِ تسنن در نواحی لارستان و گرمسیرات فارس بوده است. این طریقت متأثر از اندیشه‌های شیخ ابواسحاق کازرونی نیز بوده (352-426ق)، مؤسس طریقت «کازرونیه»، در قرن هفتم هجری تأسیس شد. کانون آن خنج بوده و گراش نیز پس از خنج دومین شهر مهم دانیالی‌ها بوده است. شیخ دانیال خود اصالتا گراشی‌تبار است. خنج به‌ عنوان یکی از ایستگاه‌های کاروانی شیراز به سمت لار و هرموز، شاهد شکلگیری کانون‌های فکری گوناگون بوده است. 
با همه اهمیتی که طریقت دانیالیه دارد، تاکنون درباره شخصیت بنیانگذار آن و کم و کیف این طریقت تحقیقی مستقل انجام نشده است. نوشتار حاضر با روش توصیفی ـ تحلیلی در پی پاسخ به این پرسش است که رابطة طریقت دانیالیه، به‌عنوان فرقهای صوفیانه، با تحولات اجتماعی ـ سیاسی لارستان و گرمسیرات فارس در قرون میانه چگونه بوده است. نتایج پژوهش نشان می‌دهد طریقت دانیالیه از طریق ایجاد خانقاه و مساجد در گسترش شهرنشینی خنج نقشی مستقیم و مستمر داشت. به ‌علاوه، دراویش دانیالی، در دربار ملوک هرموز، نقشی فعال در منازعه با ملوک کیش ایفا کردند و همچنین از طریق ارتباط با دیگر طریقتها، از جمله «قتالی» و «شمسیه»، شبکة روابط فکری خود را در نواحی پس‌کرانهای خلیج‌فارس توسعه دادند.